# 井鹽
井盐，亦称“末盐”。是打井汲取含盐的地下水制成的食盐。
地层内含有咸质或盐块，经过地下水流溶解，生成卤水，即俗说黄水、黑水。凿井汲取卤水，以盐井中的地下卤水为原料，设灶煎煮制成的盐，叫井盐。盐井多分布在山脉，清代产于四川、云南。四川所产行销西藏及四川、湖南、湖北、贵州、云南、甘肃等六省，云南所产行销本省。